# Lercha

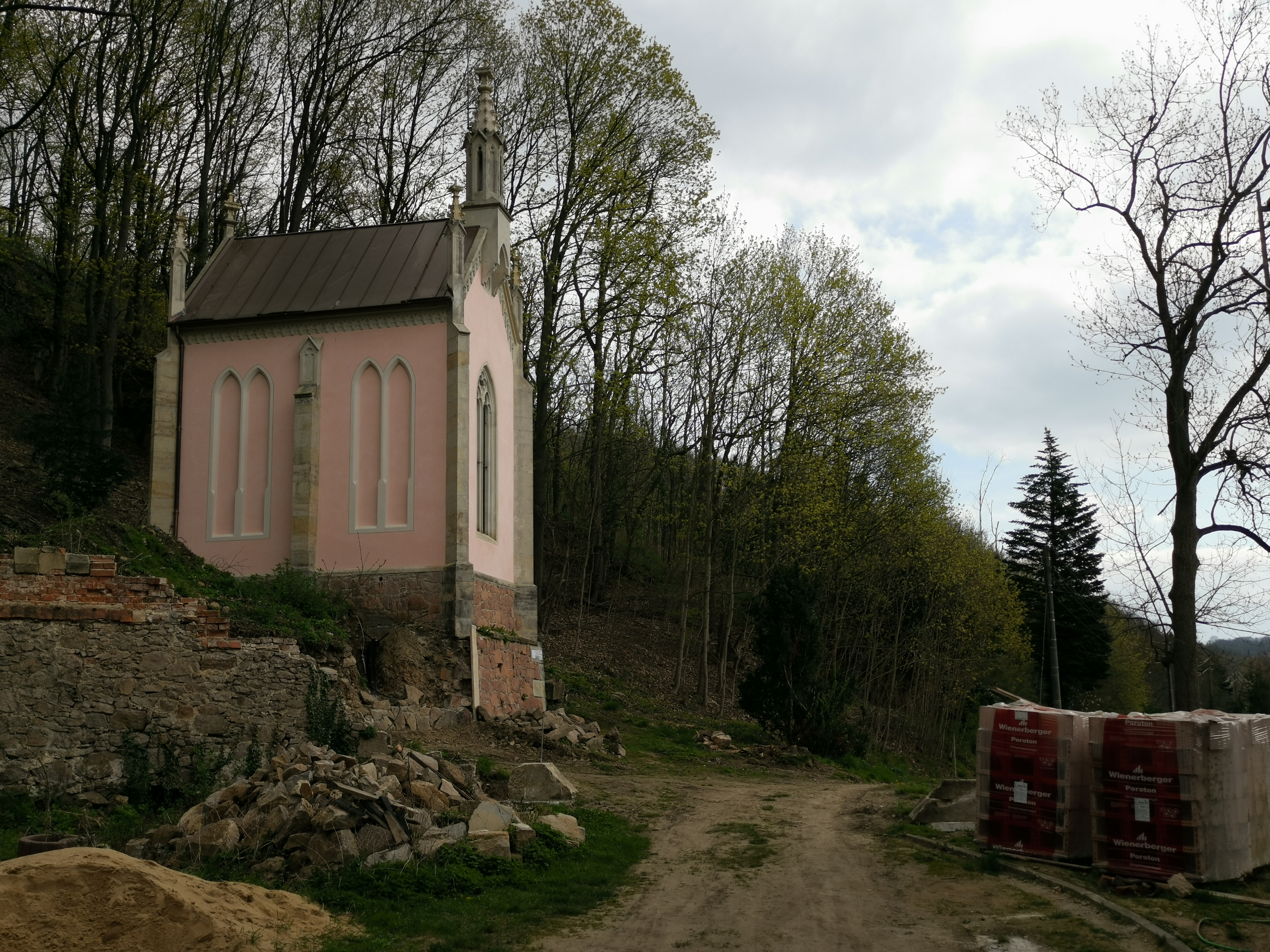
Denkmalgeschützte Kapelle an der Villa Huttenburg

Lercha ist ein Stadtteil von Meißen im Landkreis Meißen, Sachsen. Die Gemarkung liegt im Süden der Stadt. Nachbarorte sind Meißen-Triebischtal, Bockwen (Klipphausen) und Meißen-Siebeneichen. Erstmals erwähnt wurde der Ortsname Lercha im Jahr 1410 als Name der örtlichen Mühle. Im Jahr 1928 wurde das Dorf nach Meißen eingemeindet.